# Placidiopsis pseudocinerea
Placidiopsis pseudocinerea är en lavart som beskrevs av Breuss. Placidiopsis pseudocinerea ingår i släktet Placidiopsis och familjen Verrucariaceae.  Arten är reproducerande i Sverige. Inga underarter finns listade i Catalogue of Life.